# Ruine Grünenberg (Hitzkirch)
Die Ruine Grünenberg bei Hitzkirch ist die Ruine einer Höhenburg auf 480 m ü. M. im Luzerner Seetal.
Die nur noch als Ruine bestehende Untere Lieli oder Burg Grünenberg, wie sie nach ihren späteren Besitzern, den Herren von Grünenberg genannt wurde, hat eine wechselvolle Geschichte.

## Geschichte

### Bau
1237 wurde die Burg Grünenberg von den Grafen von Kyburg erbaut. Ihre Entstehung stand im Zusammenhang mit dem damaligen Aufkommen des Handelsweges durch das Seetal nach Luzern und über den Gotthard. Mit ihrer ausgezeichneten Lage beherrschte sie die weite Umgebung und sicherte sich die Hoheitsrechte im oberen Tal.

### Weitere Entwicklung
- Um 1360: Die Burg kommt in den Besitz der Herren von Lieli.
- 1386 wird die Burg wie das Städtchen Richensee zu ihren Füssen im Vorfeld des Sempacherkrieges von den Habsburgern zerstört.
- Ritter Hemmann I. von Grünenberg baut die Burg wieder auf; die Anlage übernimmt seinen Namen.
- 1437 verkauft dessen Neffe Wilhelm von Grünenberg die Burg an die Herrschaft Heidegg.
- Um 1700: Der Kanton Luzern erwirbt die Heidegg und damit auch die Grünenberg.

Im 18. Jahrhundert fiel die Burg einem Brand zum Opfer. 1815 wurde ein Teil der Burg abgetragen und die Steine wurden für Bauzwecke verwendet.

## Weitere Burgruinen und Schlösser im Seetal
Kommende Hitzkirch, Kommende Hohenrain, Ruine Nünegg (Lieli), Ruine Obere Rinach (Herlisberg), Schloss Brestenberg, Schloss Höndlen (Eschenbach LU), Schloss Heidegg, Schloss Hallwyl